# Colla Castellera Jove de Barcelona
|  | Per a altres significats, vegeu «Colla Jove (desambiguació)». |

La Colla Castellera Jove de Barcelona és una colla castellera de Barcelona fundada a mitjan 2010. El 10 de setembre d'aquell mateix any van fer el seu primer pilar de 4 amb camisa blanca al pregó de la Festa Major del Poblenou de Barcelona. El 30 de gener del 2011 va participar per primera vegada en una diada castellera, dins les Festes Decennals de la Candela de Valls, on va aixecar uns quants pilars de quatre. La Colla Jove va realitzar una única diada on van aixecar castells de sis amb camisa blanca i aquesta va ser el 6 de febrer de 2011 quan van col·laborar amb l'ONG Vols del barri de Navas de Barcelona.
El 13 de febrer de 2011 van estrenar la seva camisa de color grana quan van participar en la Diada de Santa Eulàlia amb la resta de colles de la ciutat de Barcelona.

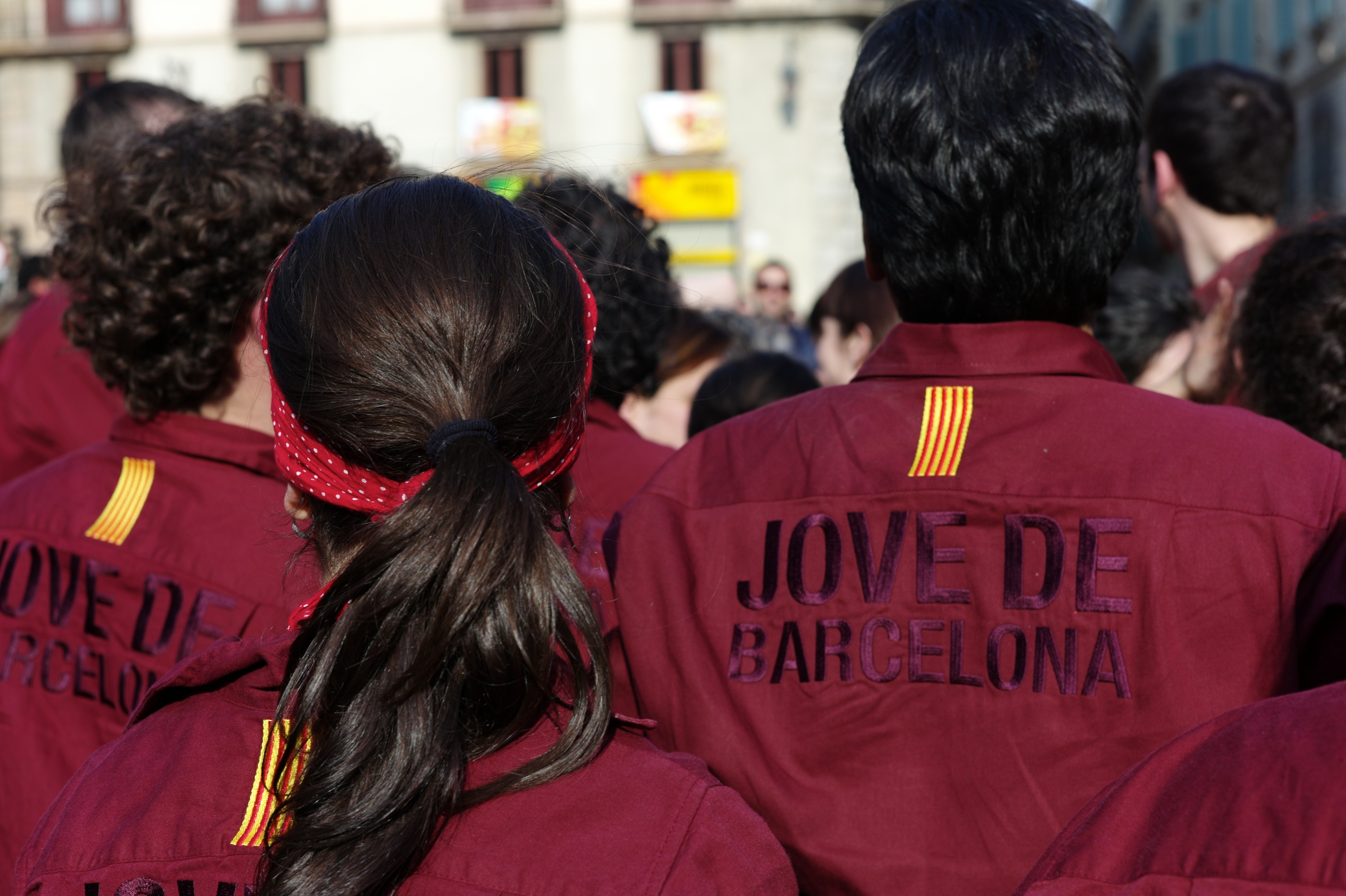
Camisa de la Colla Castellera Jove de Barcelona vista per darrere.

Els dissenys de la seva camisa i de l'escut van ser presentats i triats per Assemblea. El color de la camisa és grana i té un brodat a l'esquena on posa el nom de la colla amb un color més fosc.
És una colla amb un percentatge molt alt de castells descarregats i per això se la considera una de les colles més segures. Per aquest motiu, l'any 2015 va guanyar el premi a la colla castellera més segura atorgat pel Diari Ara.

## Camisa i escut
Els dissenys de la seva camisa i de l'escut van ser presentats i triats per Assemblea. El color de la camisa és grana i té un brodat a l'esquena on posa el nom de la colla amb un color més fosc.
La idea de portar un brodat a l'esquena amb el nom va sorgir de l'antiga camisa dels Nens del Vendrell, els quals als anys 70 duien la paraula Vendrell sobre un fons blanc a l'esquena. Els del Vendrell van fer-ho perquè en aquella època moltes colles vestien amb la camisa de color vermell i, tant a plaça com en les fotografies, era difícil saber de quina colla es tractava així que sovint els confonien.
Per unes raons similars la Jove de Barcelona va seguir el seu exemple. Degut al gran nombre de colles castelleres arreu de Catalunya, la majoria de colors de camisa ja els vesteix una colla o altra, de manera que la Jove va decidir distingir-se de les altres colles que també vesteixen amb el color grana brodant el seu nom al darrere amb un disseny subtil. Avui dia són l'única colla que fa ús d'aquest distintiu.
Al coll de la camisa hi ha una bandera catalana en vertical que recorda que els Castellers formen part de la cultura catalana. En aquest cas, la Jove va agafar com a exemple pel disseny la samarreta del Barça de l'any 2010 la qual compta amb una bandera catalana al mateix lloc.

## Castells descarregats
La taula següent mostra la data, diada i lloc en què la Jove de Barcelona va descarregar per primera vegada els diferents castells que ha assolit:
| Construcció                 | Data                   | Diada                                                                     | Lloc                              |
| --------------------------- | ---------------------- | ------------------------------------------------------------------------- | --------------------------------- |
| Pilar de 4                  | 10 de setembre de 2010 | Festa Major del Poblenou                                                  | Poblenou, Barcelona               |
| 4 de 6                      | 6 de febrer de 2011    | Col·laboració ONG Vols                                                    | Navas, Barcelona                  |
| 3 de 6                      | 6 de febrer de 2011    | Col·laboració ONG Vols                                                    | Navas, Barcelona                  |
| 3 de 6 amb el pilar         | 6 de febrer de 2011    | Col·laboració ONG Vols                                                    | Navas, Barcelona                  |
| 4 de 6 amb el pilar         | 13 de febrer de 2011   | Festa Major de Santa Eulàlia                                              | Plaça de Sant Jaume, Barcelona    |
| 3 de 6 aixecat per sota     | 20 de març de 2011     | Inici de temporada dels Castellers de Badalona                            | Badalona                          |
| 2 de 6                      | 14 d'abril de 2011     | Santa Eulàlia                                                             | l'Hospitalet de Llobregat         |
| Pilar de 5                  | 1 de maig de 2011      | Aniversari dels Castellers d'Esparreguera                                 | Esparreguera                      |
| 3 de 7                      | 5 de juny de 2011      | Festa Major del Fort Pienc                                                | Fort Pienc, Barcelona             |
| 4 de 7                      | 18 de setembre de 2011 | Festa Major del Poblenou                                                  | Poblenou, Barcelona               |
| 5 de 6                      | 18 de setembre de 2011 | Festa Major del Poblenou                                                  | Poblenou, Barcelona               |
| 4 de 7 amb el pilar         | 30 d'octubre de 2011   | Diada dels Castellers de Mollet                                           | Mollet del Vallès                 |
| 3 de 7 amb el pilar         | 21 de juliol de 2012   | Diada d'estiu de la Colla Jove de Barcelona                               | Plaça del Rei, Barcelona          |
| 5 de 7                      | 24 de setembre de 2012 | Festa Major de la Mercè                                                   | Plaça de Sant Jaume, Barcelona    |
| 7 de 6                      | 11 de novembre de 2012 | Diada de tardor de la Colla Jove de Barcelona (Festa Major de la Sagrera) | la Sagrera, Barcelona             |
| 9 de 6                      | 10 de novembre de 2013 | Diada de tardor de la Colla Jove de Barcelona (Festa Major de la Sagrera) | la Sagrera, Barcelona             |
| 7 de 7                      | 24 de setembre de 2014 | Festa Major de la Mercè                                                   | Plaça de Sant Jaume, Barcelona    |
| 5 de 7 amb el pilar         | 19 de juny de 2016     | Diada de la Mostra Catalana de Sant Andreu                                | Sant Andreu de Palomar, Barcelona |
| 7 de 7 amb el pilar         | 19 de juny de 2016     | Diada de la Mostra Catalana de Sant Andreu                                | Sant Andreu de Palomar, Barcelona |
| Pilar de 5 aixecat per sota | 26 de juny de 2016     | Diada d'estiu de la Colla Jove de Barcelona                               | Plaça del Rei, Barcelona          |
| 4 de 8                      | 17 de setembre de 2017 | Festa Major del Poblenou                                                  | Rambla del Poblenou, Barcelona    |
| 2 de 7                      | 6 d'octubre de 2018    | XXVII Concurs de castells de Tarragona                                    | Tarraco Arena Plaça, Tarragona    |
| 3 de 8                      | 5 d'octubre de 2024    | XXIX Concurs de castells de Tarragona                                     | Tarraco Arena Plaça, Tarragona    |
| 9 de 7                      | 5 d'octubre de 2024    | XXIX Concurs de castells de Tarragona                                     | Tarraco Arena Plaça, Tarragona    |

## Temporades
La millor temporada de la colla va ser la de 2024, en què van descarregar el 3 de 8 per primera vegada. La taula a continuació mostra tots els seus castells segons la base de dades de la CCCC.
| Taula estadística de resultats per temporades                                                  |        |           |       |     |      |     |      |     |      |      |          |          |           |       |      |         |         |          |     |                                          |               |
| Castells descarregats, carregats, intents i intents desmuntats amb el format següent: d(c) iid |        |           |       |     |      |     |      |     |      |      |          |          |           |       |      |         |         |          |     |                                          |               |
| Any                                                                                            | Diades | P4        | P4cam | P4s | 4d6  | 3d6 | 4d6p | 5d6 | 7d6  | 2d6  | P5       | 4d7      | 3d7       | 4d7p  | 7d7  | 5d7     | 2d7     | 4d8      | 3d8 | Altres                                   | Total         |
| ---------------------------------------------------------------------------------------------- | ------ | --------- | ----- | --- | ---- | --- | ---- | --- | ---- | ---- | -------- | -------- | --------- | ----- | ---- | ------- | ------- | -------- | --- | ---------------------------------------- | ------------- |
| 2011                                                                                           | 20     | 32        | 2     | 2   | 8 1  | 4   | 7    | 2   |      | 5    | 14       | 5        | 6(1)      | 1     |      |         |         |          |     | 3d6p:10 3d6s:3                           | 101(1) 1      |
| 2012                                                                                           | 27     | 41        | 3     | 4   | 6    | 2   | 11   | 10  | 1    | 2    | 14 1     | 11       | 12 1      | 3     |      | 2       |         |          |     | 3d6p:8 3d7p:2                            | 132 1         |
| 2013                                                                                           | 24     | 46        | 2     | 5   |      | 2   | 4    | 8   | 1    | 4    | 10       | 13       | 16 1      | 8 1   |      | 3(1) 1  |         |          |     | 3d6s:2 9d6:1 3d7s:1                      | 125(1) 13     |
| 2014                                                                                           | 26     | 64        | 2(1)  | 1   | 9    | 10  | 17   | 10  | 1    | 1 1  | 2        | 13       | 7         | 2     | 1    |         |         |          |     | 3d7p:1                                   | 141(1) 1      |
| 2015                                                                                           | 22     | 55        | 2     |     | 4    | 4   | 5    | 6   | 1    |      | 12       | 12       | 10        | 8     | 3    | 6 1     |         |          |     | 3d7p:31                                  | 131 1         |
| 2016                                                                                           | 21     | 37        | (1)   | 3   | 1    | 2   | 2    | 4   | 3    |      | 12       | 12(1)    | 7         | 11    | 5    | 11 1    |         |          |     | 7d7p:3 5d7p:3 P5s:1                      | 117(2) 1      |
| 2017                                                                                           | 23     | 45(1)     | 1     |     | 1    | 2   | 4    | 4   | 2    |      | 16       | 12       | 15        | 12    | 3    | 6       | 1       | 1(1) 14  |     |                                          | 124(2) 24     |
| 2018                                                                                           | 30     | 70 1      | 2     | 13  | 3    | 3   | 1    | 1   | 1 1  | 9    | 16       | 15 3     | 11 1      | 12    | 6 1  | 12 1    | 1 3     |          |     | 3d6p:2 3d6s:1 P5s:1 9d6:1                | 181 210       |
| 2019                                                                                           | 21     | 70        | 1     |     | 1    | 2   | 3 1  | 3   | 2    | 1    | 10       | 15 1     | 10        | 9 1   | 5    | 9       |         | 1        |     | 3d6p:1 3d6s:2                            | 144 14        |
| 2020                                                                                           | 2      | 4         |       |     |      |     |      | 2   |      |      | 2        | 2 1      | 2 1       |       |      |         |         |          |     |                                          | 12 2          |
| 2021                                                                                           | 5      | 10 1      |       | 2   | 1    | 1   | 2    |     |      |      |          | 1        | 1         |       |      |         |         |          |     |                                          | 18 1          |
| 2022                                                                                           | 23     | 58        | 1     | 4   | 2    | 5   | 4    | 3   |      | 7    | 9        | 9        | 10        | 8 1   | 2    | 4       |         | (1)      |     | 3d6p:3 3d7p:4 3d6s:1 9d6:1               | 135(1) 1      |
| 2023                                                                                           | 25     | 69 2      | 2     | 4   | 6    | 3   | 2    | 3   | 1    | 1    | 11(1)    | 11 1     | 11(1)     | 11    | 4    | 9 1     |         | 1 2      |     | 3d6p:3 3d7p:4 3d6s:2 5d7p:1 7d7p:1 P5s:1 | 161(2) 6      |
| 2024                                                                                           | 26     | 79        | 1     | 11  | 1    |     | 2    | 4   | 1    | 3    | 13       | 13       | 13        | 4     | 5 1  | 8 1     | 1(1) 1  | 6(1) 3   | 1   | 3d7p:2 3d6s:1 9d7:1                      | 170(2) 16     |
| Total                                                                                          | 295    | 680(1) 13 | 19(2) | 49  | 43 1 | 40  | 64 1 | 60  | 14 1 | 33 1 | 141(1) 1 | 144(1) 6 | 131(2) 13 | 89 13 | 34 2 | 70(1) 6 | 2(1) 24 | 8(3) 110 | 1   | 70 3                                     | 1692(12) 1041 |